# El baño de Psique
El baño de Psique (en inglés: The Bath of Psyche) es una pintura al óleo sobre tela pintada en 1889 por el artista prerrafaelita Frederic Leighton, contando con Dorothy Dene como modelo. La obra pertenece al Tate Britain desde 1890.

## Descripción
La pintura muestra a Psique desnudándose para bañarse antes de la llegada de Cupido. Está completamente absorta con muestras de su narcisismo manifestado por su reflejo en la superficie lisa del agua. Posando con los brazos levantados para revelar su cuerpo desnudo derivado de la Venus Calipigia, una famosa estatua griega que Leighton habría visto en el Museo Nacional de Capodimonte en Nápoles. Un tema que potencialmente habría impactado al público victoriano, pero que no parece haber encontrado ninguna objeción moral cuando se exhibió por primera vez en la Royal Academy en 1890.